# Dublin Central (kiesdistrict)
Dublin Central is een kiesdistrict in de Republiek Ierland voor de verkiezingen voor Dáil Éireann, het lagerhuis van het Ierse parlement. Het omvat de noordelijke binnenstad van Dublin, de Liffey vormt de zuidgrens. Sinds de aanpassing in 2012 kiest het district nog 3 leden voor de Dáil.
Bij de verkiezingen in 2007 woonden er 63.423 kiesgerechtigden, die 4 leden voor de Dáil konden kiezen.
Sinn Féin had uitgebreid campagne gevoerd in dit district, de partij kwam echter duidelijk te kort om een zetel te kunnen halen. De uitslag was vrijwel identiek met 2002: Fianna Fáil behield haar 2 zetels, Labour haalde 1, en 1 zetel was voor een onafhankelijke kandidaat. 
Bij de verkiezingen in 2016 ging 1 zetel naar Sinn Féin, 1 naar Fine Gael en er werd 1 onafhankelijke kandidaat gekozen.

## Bekende leden
Voormalig Taoiseach Bertie Ahern was van 1981 tot zijn terugtreden uit de politiek in 2011 TD voor Dublin Central. Ahern werd in 1977 gekozen voor het district Dublin Finglas, dat echter in 1981 werd opgeheven.

## Referendum
Bij het abortusreferendum in 2018 stemde in het kiesdistrict 76,5% van de opgekomen kiezers voor afschaffing van het abortusverbod in de grondwet.